# Sophie de Marbois-Lebrun

Sophie de Marbois-Lebrun, Duchesse de Plaisance

Sophie de Marbois-Lebrun, duchesse de Plaisance (Herzogin von Piacenza, griechisch Σοφία Λεμπρέν, Δούκισσα της Πλακεντίας Doukissa tis Plakentias; * 2. April 1785 in Philadelphia im US-Bundesstaat Pennsylvania; † 14. Mai 1854 in Athen) war eine Philhellenin französischer Herkunft.

## Leben
Sophie de Marbois-Lebrun wurde als Tochter des französischen Generalkonsuls François Barbé-Marbois und einer amerikanischen Mutter in den USA geboren. 1802 heiratete sie in Paris den Oberst Anne Charles Lebrun (1775–1859), den späteren Herzog von Piacenza (franz. duc de Plaisance), einen Sohn von Charles-François Lebrun, der mit Napoleon Bonaparte von 1799 bis 1804 einer der drei Konsuln von Frankreich war. Sie hatte mit ihm eine Tochter Caroline-Eliza (* 1804). Das Paar lebte bald getrennt und ließ sich schließlich 1831 scheiden. Der Herzog war 1811 bis 1813 Gouverneur von Holland; Sophie reiste mit ihrer Tochter mehrfach nach Italien.

### Unterstützung der griechischen Sache und erster Aufenthalt in Griechenland
In Rom traf sie 1825 Ioannis Kapodistrias, den Vertreter der griechischen Freiheitskämpfer. Diese Begegnung beeinflusste sie nachhaltig, sie unterstützte von da an die griechische Sache großzügig finanziell, koordinierte aber auch die Aktivitäten der französischen Philhellenen.
Insbesondere unterstützte sie die Gründung der staatlichen Grundschulen in Griechenland und übernahm die Ausbildung von zwölf Töchtern von Freiheitskämpfern.
Ende 1829 reiste sie mit ihrer Tochter über Korfu und Patras nach Nafplio, der damaligen Hauptstadt Griechenlands. Sie traf Kapodistrias wieder, geriet jedoch bald in Meinungsverschiedenheiten zu ihm und verließ Griechenland nach 17 Monaten nach Italien. Nachdem Kapodistrias durch Mitglieder der Familie Mavromichalis ermordet worden war, sprach sie sich gegen die Art und Weise aus, in der Kapodistrias das Land regiert hatte.

### Umzug nach Athen
Die Herzogin kehrte nach ihrer Scheidung 1831 nicht mehr nach Frankreich zurück. Sie blieb eine Zeitlang in Florenz, kehrte 1834 nach Griechenland zurück und ließ sich in der neuen Hauptstadt Athen nieder. Sie erwarb in großem Umfang landwirtschaftliche Ländereien um Athen, vor allem in der Nähe des Berges Pendeli. Sie beauftragte den Architekten Stamatios Kleanthis, einen Palast am Hang des Pendeli zu entwerfen. Inzwischen reiste sie mit ihrer Tochter 1836 nach Beirut, wo Eliza an einer Lungenerkrankung verstarb. Sie ließ den Leichnam einbalsamieren und kehrte nach Athen zurück, wo er in einer Krypta unter ihrem Wohnhaus in der Piräusstraße beigesetzt wurde.

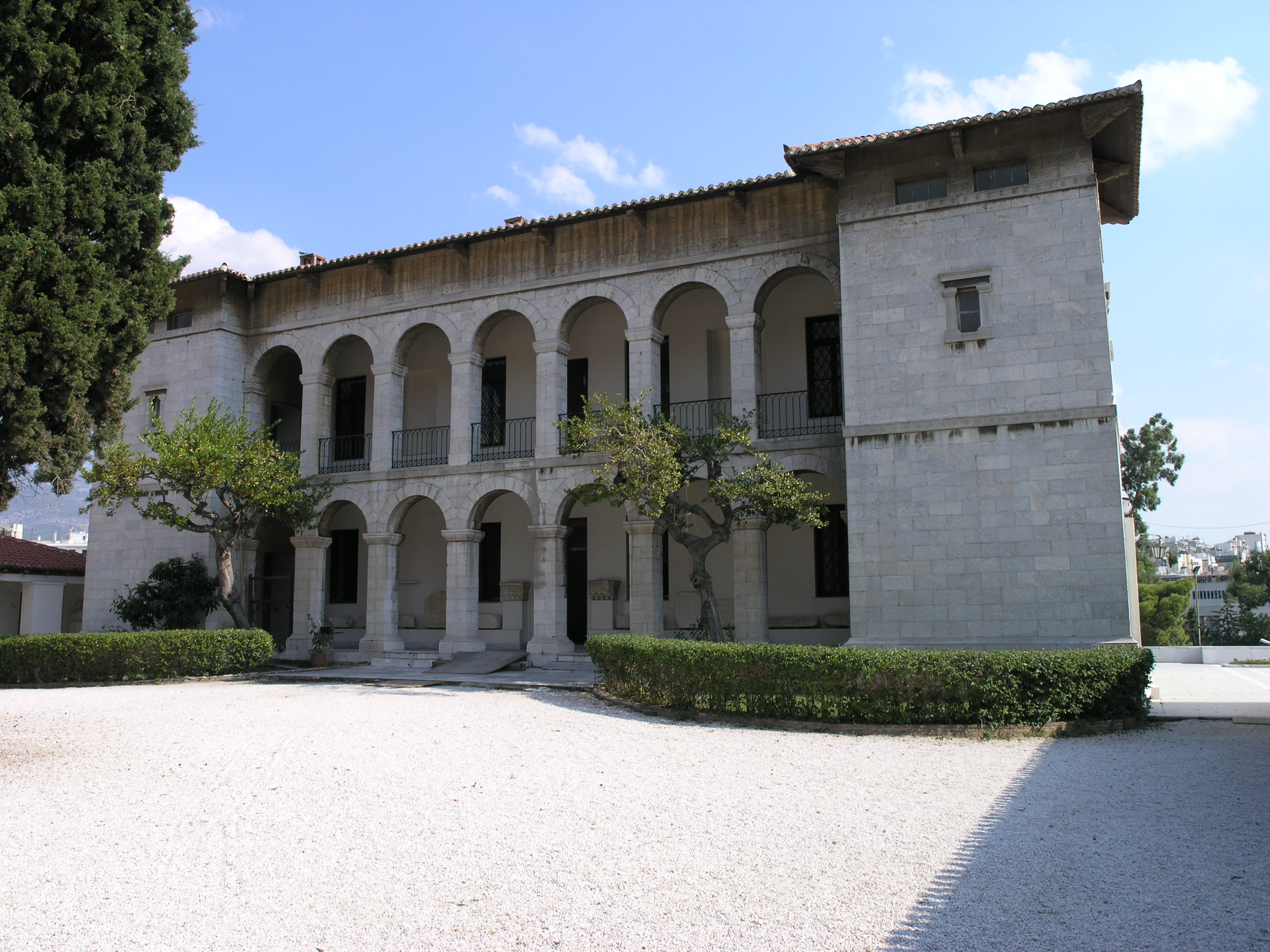
Villa Illisia

Kleanthis stellte das Gebäude der Duchesse de Plaisance am Pendeli 1841 fertig und arbeitete dann an der Villa Illisia in der Nähe des Königspalastes, die er 1848 fertigstellte. Die Villa Illisia beherbergt heute das Byzantinische und Christliche Museum.
Als Mittelpunkt des gesellschaftlichen Lebens im Athen König Ottos I. veranstaltete die Herzogin Symposien zu verschiedenen religiösen und politischen Themen in ihrem Palast. Sie konvertierte nicht etwa zur Griechisch-Orthodoxen Kirche, sondern zum Judentum und unterstützte den Bau eines jüdischen Tempels in Chalkida auf Evia. Ferner finanzierte sie die Herausgabe der Chronik von Messolongi.
Sie galt insbesondere nach dem Tod ihrer Tochter als exzentrische Persönlichkeit, über die es wunderliche Geschichten gab. Sie wurde sogar mit den Banditen in Verbindung gebracht, die am Pendeli ihr Unwesen trieben; eine ihr angedichtete Affäre mit dem Räuberhauptmann Christos Davelis dürfte erfunden sein; tatsächlich soll sie aber von dem Banditen Bimbili gefangen gehalten und erst nach Zahlung eines Lösegelds freigelassen worden sein.
Später beauftragte sie Kleanthis mit dem Bau der Burg von Rododafni am Pendeli; neben dem burgartigen Palast ließ sie dort drei weitere Gebäude (Maisonette, Plaisance und Tourelle) sowie eine Brücke errichten als letzte Ruhestätte für die sterblichen Überreste ihrer Tochter. Sie erlebte die Fertigstellung allerdings nicht mehr, da der Bau 1847 niederbrannte. Danach zog sich die Herzogin aus dem öffentlichen Leben zurück und hatte nur noch Kontakt mit ihrer Freundin Fotini Mavromichali, einer Kammerfrau von Königin Amalia.
Nach ihrem Tod 1854 verkaufte ihr Neffe ihre Ländereien an den griechischen Staat. Sie wurde mit ihrer Tochter in ihrem Turm am Pendeli begraben.
Eine Station der Metro Athen, die auf einem ihrer früheren Grundstücke liegt, wurde nach ihr Doukissis Plakentias (Δουκίσσης Πλακεντίας) benannt.